# Шульц-Шулецкий, Ян
Ян Шульц-Шулецкий (пол. Jan Schultz-Szulecki; 1662-1704) — польский историк и юрист, педагог.
Доктор обоих прав. Преподавал в Академической гимназии в Торне, затем в Данциге. Профессор в университете Виадрина во Франкфурте-на-Одере, был членом княжеского совета при курфюрсте Бранденбурга Фридрихе III, впоследствии короле Пруссии.
С 1695 придворный историограф короля польского и великого князя литовского Яна III Собеского. В том же году ему было пожаловано польское шляхетство.
Главные его труды:
- «Tractatus historico-politicus de Polonia nunquam tributaria» (Данциг, 1694),
- «De pace Ohvensi» (ib., 1690),
- «De senatu regni Poloniae»,
- «Serenissimo atq[ue] Potentissimo Principi ac Domino, Domino Joanni III. Poloniarum Regi…» (Данциг, 1694).

## Источник
Шульц, Ян // Энциклопедический словарь Брокгауза и Ефрона : в 86 т. (82 т. и 4 доп.). — СПб., 1890—1907.